# 1982: 말비나스 전쟁
《1982: 말비나스 전쟁》(Soldado Argentino solo conocido por Dios, Soldado Argentino)은 아르헨티나에서 제작된 로드리고 패르난데즈 엥글러 감독의 2017년 영화이다. 휴고 아라나 등이 주연으로 출연하였다. 2017년 4월 6일 초연되었다.

## 출연

### 주연
- 휴고 아라나
- 파비오 디 토마소
- 에제쿠엘 트론코니